# The Cube (ristorante)
The Cube (ristorante) è un concetto di ristorante itinerante voluto da Electrolux.
Il progetto evento è stato creato dall'agenzia Absolute Blue (Bruxelles) e il ristorante è firmato dallo studio di architettura italiano Park Associati (Milano).

## Itinerario
Studiato per girare in diverse città europee, per un periodo limitato, questo ristorante mobile è temporaneamente collocato e sostato su edifici importanti: in cima dell'arco trionfale del Parco del Cinquantenario a Bruxelles (31 marzo 2011 - 3 luglio 2011), a fianco della Galleria Vittorio Emanuele
in piazza Duomo a Milano (19 dicembre - 26 aprile 2012), a l'Opera reale svedese, Stoccolma (18 giugno 2012 - 21 ottobre 2012), Royal Festival Hall, Southbank Centre a Londra ( - 1º gennaio 2013). In ogni città ospitante, alcuni tra i migliori chef stellati si alternano per offrire agli ospiti un servizio di pranzo e cena con ricette raffinate utilizzando gli elettrodomestici Electrolux.

## Il padiglione
Costruito sulla base di un sistema modulare, il padiglione copre uno spazio di 140 m² circa e ha una terrazza esterna che permette una visione a 360 gradi. È caratterizzato da interni completamente bianchi realizzati in corian delimitati da pareti di vetro trasparente e da una struttura di alluminio tagliata al laser. La sala ha 18 posti, con un lungo tavolo a scomparsa che cala dal soffitto a un comando dello chef, per tornare ad alzarsi nuovamente al termine dell'esperienza gastronomica e lasciare spazio al dopocena.

## Fototeca

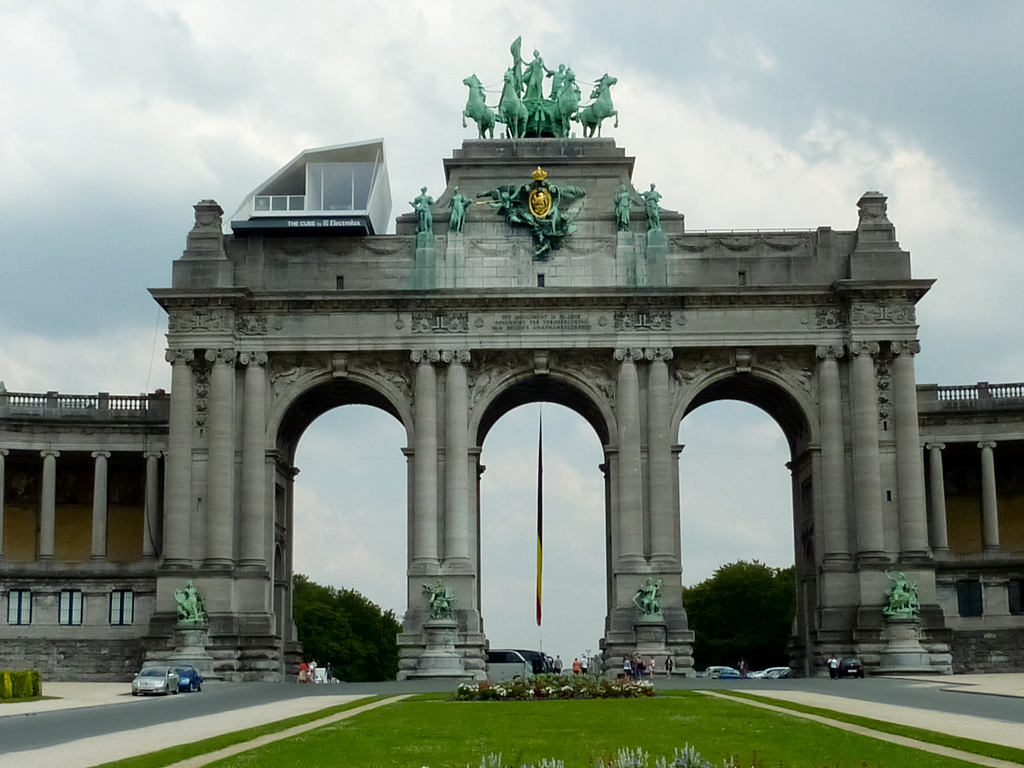
A Bruxelles
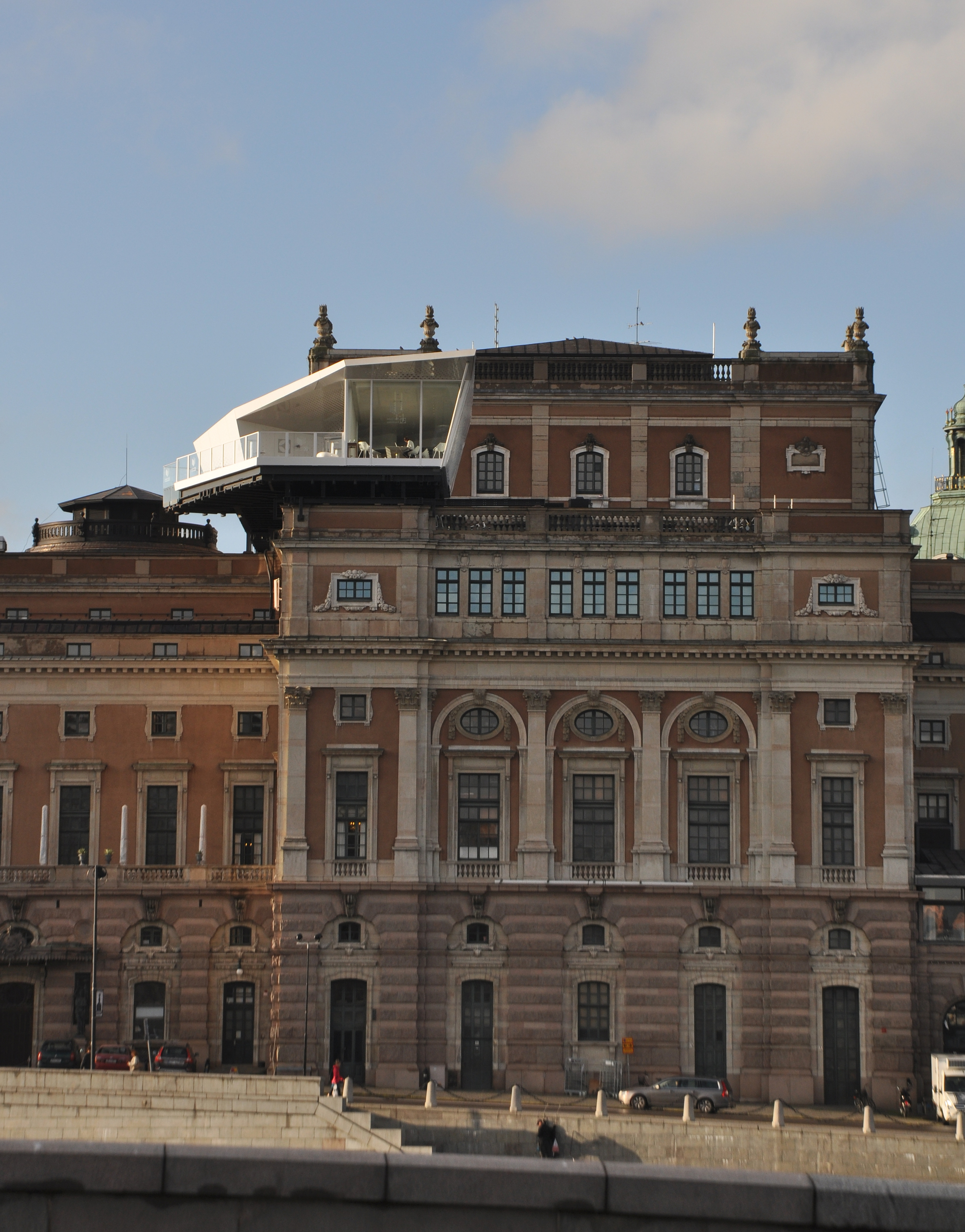
A Stoccolma
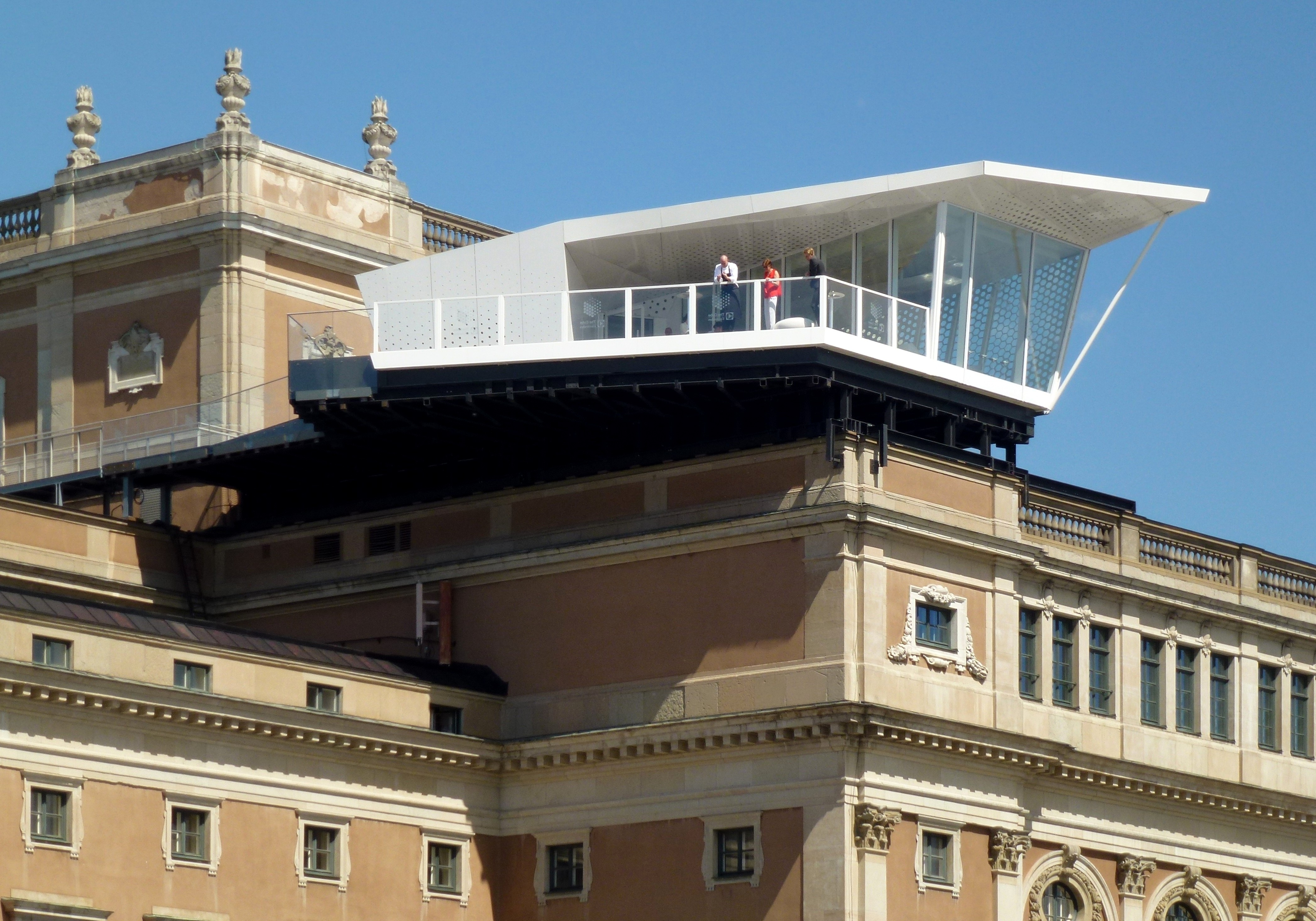
A Stoccolma
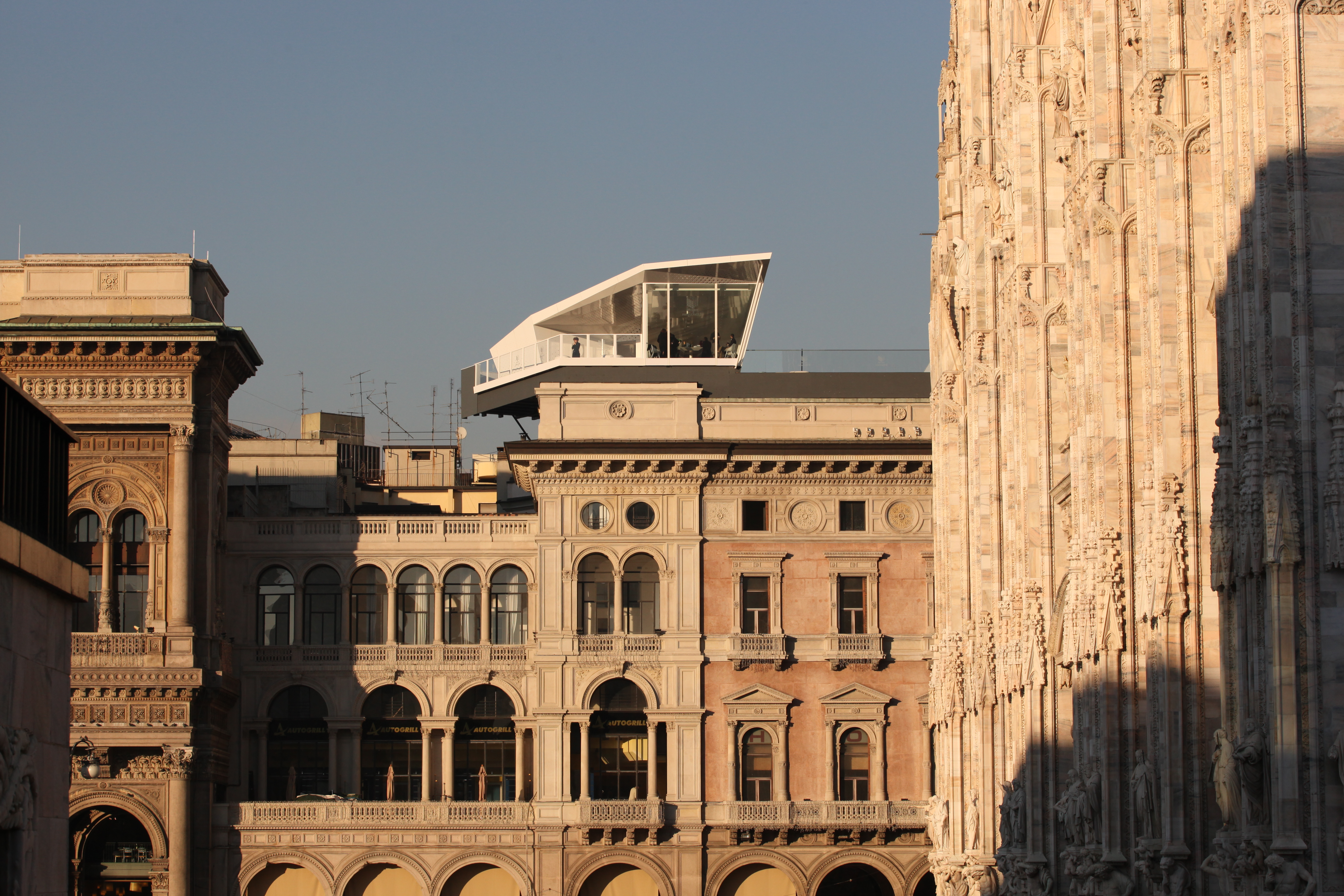
A Milano